# Sebastian Stahl

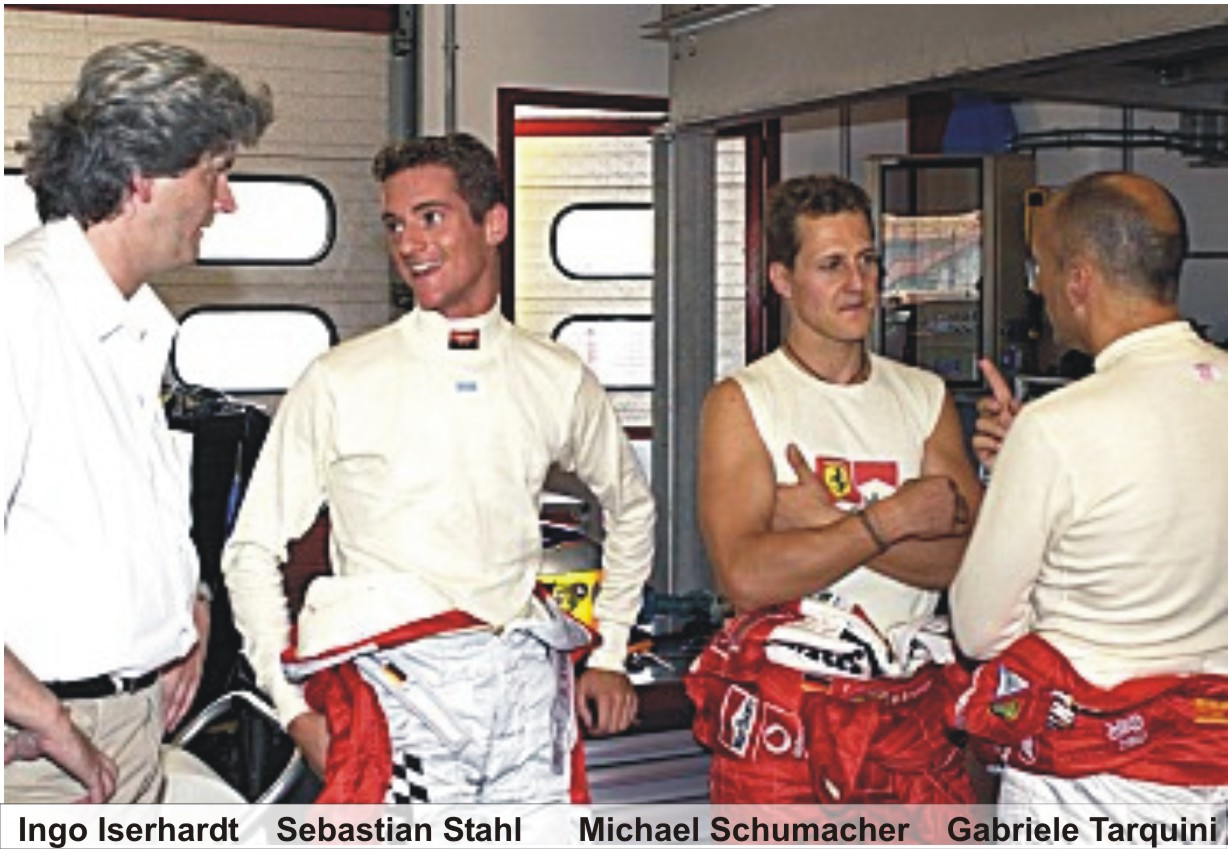
Ingo Iserhardt, Sebastian Stahl, Michael Schumacher, Gabriele Tarquini, 2003

Sebastian Stahl (Bonn, 20 september 1978) is een Duits autocoureur met als bijnaam Schumi III, hij is de stiefbroer van Formule 1-coureurs Michael en Ralf Schumacher. De moeder van Stahl is getrouwd met de vader van de Schumachers.
Stahl reed ook in de Veranstaltergemeinschaft Langstreckenpokal Nürburgring op de Nürburgring en de 24 uur van de Nürburgring voor het team Airnergy-Motorsport met een BMW M3 GT-auto samen met Kenneth Heyer.
Hij reed ook de laatste race van het eerste seizoen van de A1GP voor A1 Team Duitsland.

## A1GP resultaten
| Jaar    | Inschrijving      | 1       | 2       | 3       | 4       | 5       | 6       | 7       | 8       | 9       | 10      | 11      | 12      | 13      | 14      | 15      | 16      | 17      | 18      | 19      | 20      | 21         | 22         | Rang | Punten |
| ------- | ----------------- | ------- | ------- | ------- | ------- | ------- | ------- | ------- | ------- | ------- | ------- | ------- | ------- | ------- | ------- | ------- | ------- | ------- | ------- | ------- | ------- | ---------- | ---------- | ---- | ------ |
| 2005-06 | A1 Team Duitsland | GBR SPR | GBR FEA | GER SPR | GER FEA | POR SPR | POR FEA | AUS SPR | AUS FEA | MAL SPR | MAL FEA | UAE SPR | UAE FEA | RSA SPR | RSA FEA | IND SPR | IND FEA | MEX SPR | MEX FEA | USA SPR | USA FEA | CHN SPR 15 | CHN FEA 18 | 15   | 38     |